# Богатырь, Иван Александрович
Иван Александрович Богатырь (24 апреля 1975) — украинский футболист и тренер.
Под 39 номером вошёл в 50-ку из лучших игроков «Металлурга» (Запорожье) по версии портала football.ua.

## Игровая карьера
Воспитанник футбольной школы запорожского «Металлурга». Первый тренер — Вадим Ищенко. С 1993 года играл в запорожском «Викторе».
После 7 тура чемпионата Украины 1994/95 команда «Виктор» объединилась с клубом высшей лиги запорожским «Металлургом». Возглавивший «Металлург» Александр Томах привёл с собой из «Виктора» 10 футболистов, в числе которых был и Иван Богатырь. В «Металлурге» Иван дебютировал 2 октября 1994 года против киевского «Динамо» (2:2), а последнюю игру сыграл 10 ноября 2003 года против днепропетровского «Днепра» (0:0), став тем футболистом команды Томаха, который задержался в «Металлурге» дольше всех. Во времена взлёта той команды в середине 90-х забил один из самых красивых её мячей — в падении через себя после подачи углового на последних минутах матча с «Прикарпатьем».
Кроме запорожских команд в биографии Ивана были «Таврия», «Металлист», «Николаев», «Александрия» и «Десна».
В ноябре 2013 года во время финального матча Кубка Украины среди ветеранов старше 35 лет «Металлург» (Запорожье) — «Ветеран» (Кривой Рог) состоялось игровое столкновение криворожанина Александра Семеренко с вратарём собственной команды. В результате столкновения Семеренко, получив травму головы, оказался в критическом состоянии. Иван Богатырь, будучи в этой игре капитаном запорожцев, сумел разжать челюсти пострадавшему, достал язык, чем освободил дыхательные пути и не дал произойти асфиксии. Оперативные действия Ивана, по словам старшего врача спортивной медицины ФК «Металлург» Александра Великанова, предотвратили для Александра Семеренко остановку сердца.
Помимо выступлений в ветеранской команде, Иван поддерживал форму в любительском коллективе «Вектор» (Богатырёвка), выступавшем в чемпионате области.

## Тренерская карьера
Завершив профессиональную игровую карьеру, Иван Александрович перешёл на тренерскую работу. Был приглашён на должность ассистента главного тренера в команду второй лиги «Горняк-Спорт» из Комсомольска. В августе 2008 года получил приглашение в футбольную школу запорожского «Металлурга», где принял команду юношей 2001 года рождения.